# Roca Roja (Os de Balaguer)
La Roca Roja és una muntanya de 537 metres que es troba al municipi d'Os de Balaguer, a la comarca catalana de la Noguera.